# Jeff Hastings
Jeffrey Paul Hastings, genannt Jeff Hastings (* 25. Juni 1959 in Mountain Home, Idaho) ist ein ehemaliger US-amerikanischer Skispringer.

## Werdegang
Hastings sprang am 23. Januar 1981 erstmals im Skisprung-Weltcup. Dabei konnte er bereits in seinem ersten Springen in Gstaad mit Platz 15 einen Weltcup-Punkt gewinnen. Einen Monat später sprang er im kanadischen Thunder Bay erstmals unter die besten zehn und erreichte den 4. Platz. Er beendete die Saison auf dem 49. Platz in der Weltcup-Gesamtwertung.
Die folgende Saison begann mit eher schlechten Ergebnissen bei der Vierschanzentournee 1981/82. Bei der Nordischen Skiweltmeisterschaft 1982 sprang Hastings auf der Normalschanze auf den 35. und auf der Großschanze auf den 15. Platz. Im Teamspringen erreichte er gemeinsam mit Nils Stolzlechner, Reed Zuehlke und John Broman den 6. und damit letzten Platz. In den Springen nach der Weltmeisterschaft erreichte er in ausnahmslos allen einen Platz innerhalb der Punkteränge. In Štrbské Pleso stand er dabei mit dem 3. Platz erstmals bei einem Weltcup auf dem Podium. Er beendete die Saison am Ende auf dem 20. Platz in der Weltcup-Gesamtwertung.
Auch die Saison 1982/83 begann er verhalten, konnte aber bei der Vierschanzentournee 1983/84 bessere Ergebnisse erzielen als im Vorjahr. In den Springen nach der Tournee konnte er hingegen erneut immer in die Punkte springen und erreichte in Engelberg mit dem 2. Platz seine bis dahin höchste Einzelplatzierung.
Die Saison 1983/84 begann er bereits in den ersten Springen sehr erfolgreich und konnte am 18. Dezember 1983 in Lake Placid sein erstes Weltcup-Springen gewinnen. Am Vortag hatte er bereits auf der gleichen Schanze den 3. Platz erreicht. Zur Vierschanzentournee 1983/84 konnte er erstmals mit Platz 9 in der Gesamtwertung ein Ergebnis innerhalb der Wertungspunkte erreichen.
Bei den Olympischen Winterspielen 1984 in Sarajevo sprang Hastings auf der Normalschanze auf den 9. und auf der Großschanze auf den 4. Platz. Auf der Großschanze verpasste er dabei nur um 0,2 Punkte die Bronzemedaille, die Pavel Ploc gewann.
Auch in den Weltcup-Springen nach den Spielen blieb Hastings erfolgreich und sprang in Falun sogar noch einmal auf den 2. Platz. Am Ende der Saison belegte er in der Gesamtwertung den 4. Platz.
In der Weltcup-Saison 1984/85 sprang Hastings noch ein Weltcup-Springen in Lahti, bei welchem er auf dem 10. Platz landete. Im Anschluss daran beendete er seine aktive Skisprungkarriere.

## Erfolge

### Weltcupsiege im Einzel
| Nr. | Datum             | Ort         | Typ         |
| --- | ----------------- | ----------- | ----------- |
| 1.  | 18. Dezember 1983 | Lake Placid | Großschanze |

### Weltcup-Platzierungen
| Saison  | Platz | Punkte |
| ------- | ----- | ------ |
| 1981/82 | 20.   | 050    |
| 1982/83 | 10.   | 093    |
| 1983/84 | 04.   | 123    |

### Schanzenrekorde
| Ort   | Land     | Weite              | aufgestellt am | Rekord bis       |
| ----- | -------- | ------------------ | -------------- | ---------------- |
| Falun | Schweden | 91,5 m (HS: 100 m) | 6. März 1984   | 27. Februar 1993 |